# Campionatul European de Atletism din 2018
A 24-a ediție a Campionatului European de Atletism s-a desfășurat între 6 și 12 august 2018 la Berlin. Au participat 1449 de sportivi, veniți din 50 de țări.

## Stadionul Olimpic
Probele au avut loc pe Stadionul Olimpic din Berlin. Acesta a fost construit pentru Jocurile Olimpice de vară din 1936. A găzduit și Campionatul Mondial de Atletism din 2009.

## Rezultate
RM - record mondial; RC - record al competiției; RE - record european; RN - record național; PB - cea mai bună performanță a carierei

### Masculin
| Probă sportivă       | Aur | Aur        | Argint                                                                                      | Argint     | Bronz                                                                                         | Bronz      |
| 100 m                | Zharnel Hughes (GBR)                                                                                            | 9,95 RC    | Reece Prescod (GBR)                                                                         | 9,96       | Jak Ali Harvey (TUR)                                                                          | 10,01      |
| 200 m                | Ramil Guliyev (TUR)                                                                                             | 19,76 RC   | Nethaneel Mitchell-Blake (GBR)                                                              | 20,04      | Alex Wilson (SUI)                                                                             | 20,04 RN   |
| 400 m                | Matthew Hudson-Smith (GBR)                                                                                      | 44,78      | Kevin Borlée (BEL)                                                                          | 45,13      | Jonathan Borlée (BEL)                                                                         | 45,19      |
| 800 m                | Adam Kszczot (POL)                                                                                              | 1:44,59    | Andreas Kramer (SWE)                                                                        | 1:45,03 RN | Pierre-Ambroise Bosse (FRA)                                                                   | 1:45,30    |
| 1500 m               | Jakob Ingebrigtsen (NOR)                                                                                        | 3:38,10    | Marcin Lewandowski (POL)                                                                    | 3:38,14    | Jake Wightman (GBR)                                                                           | 3:38,25    |
| 5000 m               | Jakob Ingebrigtsen (NOR)                                                                                        | 13:17,06   | Henrik Ingebrigtsen (NOR)                                                                   | 13:18,75   | Morhad Amdouni (FRA)                                                                          | 13:19,14   |
| 10.000 m             | Morhad Amdouni (FRA)                                                                                            | 28:11,22   | Bashir Abdi (BEL)                                                                           | 28:11,76   | Yemaneberhan Crippa (ITA)                                                                     | 28:12,15   |
| Maraton              | Koen Naert (BEL)                                                                                                | 2:09:51 RC | Tadesse Abraham (SUI)                                                                       | 2:11:24    | Yassine Rachik (ITA)                                                                          | 2:12:09 PB |
| Maraton              | Italia | 6:40:48    | Spania                                                                                      | 6:42:43    | Austria                                                                                       | 6:49:29    |
| 110 m garduri        | Pascal Martinot-Lagarde (FRA)                                                                                   | 13,17      | Serghei Șubenkov (ANA)                                                                      | 13,17      | Orlando Ortega (ESP)                                                                          | 13,34      |
| 400 m garduri        | Karsten Warholm (NOR)                                                                                           | 47,64      | Yasmani Copello (TUR)                                                                       | 47,81      | Thomas Barr (IRL)                                                                             | 48,31      |
| 3000 m obstacole     | Mahiedine Mekhissi-Benabbad (FRA)                                                                               | 8:31,66    | Fernando Carro (ESP)                                                                        | 8:34,16    | Yohanes Chiappinelli (ITA)                                                                    | 8:35,81    |
| 20 km marș           | Álvaro Martín (ESP)                                                                                             | 1:20,42    | Diego García Carrera (ESP)                                                                  | 1:20:48    | Vasiliy Mizinov (ANA)                                                                         | 1:20:50    |
| 50 km marș           | Maryan Zakalnytskyy (UKR)                                                                                       | 3:46:35    | Matej Tóth (SVK)                                                                            | 3:47:27    | Dzmitry Dziubin (BLR)                                                                         | 3:47:59 PB |
| Ștafetă 4×100 m      | Regatul Unit Chijindu Ujah Zharnel Hughes Adam Gemili Harry Aikines-Aryeetey Nethaneel Mitchell-Blake*          | 37,80      | Turcia Emre Zafer Barnes Jak Ali Harvey Yiğitcan Hekimoğlu Ramil Guliyev                    | 37,98      | Țările de Jos Chris Garia Churandy Martina Hensley Paulina Taymir Burnet                      | 38,03      |
| Ștafetă 4×400 m      | Belgia · Dylan Borlée · Jonathan Borlée · Jonathan Sacoor · Kévin Borlée · Robin Vanderbemden* · Julien Watrin* | 2:59,47    | Regatul Unit Rabah Yousif Dwayne Cowan Matthew Hudson-Smith Martyn Rooney Cameron Chalmers* | 3:00,36    | Spania Óscar Husillos Lucas Búa Samuel García Bruno Hortelano Darwin Echeverry* Mark Ujakpor* | 3:00,78    |
| Săritura în lungime  | Miltiadis Tentoglou (GRE)                                                                                       | 8,25       | Fabian Heinle (GER)                                                                         | 8,13       | Serhiy Nykyforov (UKR)                                                                        | 8,13       |
| Triplusalt           | Nelson Évora (POR)                                                                                              | 17,10      | Alexis Copello (AZE)                                                                        | 16,93      | Dimítrios Tsiámis (GRE)                                                                       | 16,78      |
| Săritura în înălțime | Mateusz Przybylko (GER)                                                                                         | 2,35       | Maksim Nedasekau (BLR)                                                                      | 2,33       | Ilya Ivanyuk (ANA)                                                                            | 2,31       |
| Săritura cu prăjina  | Armand Duplantis (SWE)                                                                                          | 6,05       | Timur Morgunov (ANA)                                                                        | 6,00       | Renaud Lavillenie (FRA)                                                                       | 5,95       |
| Aruncarea greutății  | Michał Haratyk (POL)                                                                                            | 21,72      | Konrad Bukowiecki (POL)                                                                     | 21,66      | David Storl (GER)                                                                             | 21,41      |
| Aruncarea discului   | Andrius Gudžius (LTU)                                                                                           | 68,46      | Daniel Ståhl (SWE)                                                                          | 68,23      | Lukas Weisshaidinger (AUT)                                                                    | 65,14      |
| Aruncarea ciocanului | Wojciech Nowicki (POL)                                                                                          | 80,12      | Paweł Fajdek (POL)                                                                          | 78,69      | Bence Halász (HUN)                                                                            | 77,36      |
| Aruncarea suliței    | Thomas Röhler (GER)                                                                                             | 89,47      | Andreas Hofmann (GER)                                                                       | 87,60      | Magnus Kirt (EST)                                                                             | 85,96      |
| Decatlon             | Arthur Abele (GER)                                                                                              | 8431       | Ilya Shkurenyov (ANA)                                                                       | 8321       | Vital Zhuk (BLR)                                                                              | 8290 PB    |

* Atletul a participat doar la calificări, dar a primit o medalie.

### Feminin
| Probă sportivă       | Aur | Aur         | Argint                                                                                      | Argint     | Bronz | Bronz    |
| 100 m                | Dina Asher-Smith (GBR) | 10,85 RN    | Gina Lückenkemper (GER)                                                                     | 10,98      | Dafne Schippers (NED)                                                                                        | 10,99    |
| 200 m                | Dina Asher-Smith (GBR) | 21,89 RN    | Dafne Schippers (NED)                                                                       | 22,14      | Jamile Samuel (NED)                                                                                          | 22,37 RN |
| 400 m                | Justyna Święty-Ersetic (POL) | 50,41       | María Belibasáki (GRE)                                                                      | 50,45 RN   | Lisanne de Witte (NED)                                                                                       | 50,77 RN |
| 800 m                | Nataliya Pryshchepa (UKR) | 2:00,38     | Rénelle Lamote (FRA)                                                                        | 2:00,62    | Olha Lyakhova (UKR)                                                                                          | 2:00,79  |
| 1500 m               | Laura Muir (GBR) | 4:02,32     | Sofia Ennaoui (POL)                                                                         | 4:03,08    | Laura Weightman (GBR)                                                                                        | 4:03,75  |
| 5000 m               | Sifan Hassan (NED) | 14:46,12 RC | Eilish McColgan (GBR)                                                                       | 14:53,05   | Yasemin Can (TUR)                                                                                            | 14:57,63 |
| 10.000 m             | Lonah Chemtai Salpeter (ISR) | 31:43,29    | Susan Krumins (NED)                                                                         | 31:52,55   | Meraf Bahta (SWE)                                                                                            | 32:19,34 |
| Maraton              | Volha Mazuronak (BLR) | 2:26:22     | Clémence Calvin (FRA)                                                                       | 2:26:28    | Eva Vrabcová-Nývltová (CZE)                                                                                  | 2:26:31  |
| Maraton              | Belarus | 7:21:54     | Italia                                                                                      | 7:32:46    | Spania | 7:44:06  |
| 100 m garduri        | Elvira Herman (BLR) | 12,67       | Pamela Dutkiewicz (GER)                                                                     | 12,72      | Cindy Roleder (GER)                                                                                          | 12,77    |
| 400 m garduri        | Léa Sprunger (SUI) | 54,33       | Hanna Ryzhykova (UKR)                                                                       | 54,51      | Meghan Beesley (GBR)                                                                                         | 55,31    |
| 3000 m obstacole     | Gesa Felicitas Krause (GER) | 9:19,80     | Fabienne Schlumpf (SUI)                                                                     | 9:22,29    | Karoline Bjerkeli Grøvdal (NOR)                                                                              | 9:24,46  |
| 20 km marș           | María Pérez (ESP) | 1:26,36 RC  | Anežka Drahotová (CZE)                                                                      | 1:27,03    | Antonella Palmisano (ITA)                                                                                    | 1:27,30  |
| 50 km marș           | Inês Henriques (POR) | 4:09:21 RC  | Alina Tsviliy (UKR)                                                                         | 4:12:44 RN | Júlia Takács (ESP)                                                                                           | 4:15:22  |
| Ștafetă 4×100 m      | Regatul Unit Asha Philip Bianca Williams Imani-Lara Lansiquot Dina Asher-Smith Daryll Neita*                                            | 41,88       | Țările de Jos Dafne Schippers Marije van Hunenstijn Jamile Samuel Naomi Sedney              | 42,15      | Germania Lisa-Marie Kwayie Gina Lückenkemper Tatjana Pinto Rebekka Haase                                     | 42,23    |
| Ștafetă 4×400 m      | Polonia Małgorzata Hołub-Kowalik Iga Baumgart-Witan Patrycja Wyciszkiewicz Justyna Święty-Ersetic Natalia Kaczmarek* Martyna Dąbrowska* | 3:26,59     | Franța Elea-Mariama Diarra Déborah Sananes Agnès Raharolahy Floria Gueï Estelle Perrossier* | 3:27,17    | Regatul Unit Zoey Clark Anyika Onuora Amy Allcock Eilidh Doyle Finette Agyapong* Mary Abichi* Emily Diamond* | 3:27,40  |
| Săritura în lungime  | Malaika Mihambo (GER) | 6,75        | Marîna Beh (UKR)                                                                            | 6,73       | Shara Proctor (GBR)                                                                                          | 6,70     |
| Triplusalt           | Paraskevi Papachristou (GRE) | 14,60       | Kristin Gierisch (GER)                                                                      | 14,45      | Ana Peleteiro (ESP)                                                                                          | 14,44    |
| Săritura în înălțime | Maria Lasițkene (ANA) | 2,00        | Mirela Demireva (BUL)                                                                       | 2,00       | Marie-Laurence Jungfleisch (GER)                                                                             | 1,96     |
| Săritura cu prăjina  | Katerina Stefanidi (GRE) | 4,85 RC     | Nikoleta Kyriakopoulou (GRE)                                                                | 4,80       | Holly Bradshaw (GBR)                                                                                         | 4,75     |
| Aruncarea greutății  | Paulina Guba (POL) | 19,33       | Christina Schwanitz (GER)                                                                   | 19,19      | Aliona Dubitskaya (BLR)                                                                                      | 18,81    |
| Aruncarea discului   | Sandra Perković (CRO) | 67,62       | Nadine Müller (GER)                                                                         | 63,00      | Shanice Craft (GER)                                                                                          | 62,46    |
| Aruncarea ciocanului | Anita Włodarczyk (POL) | 78,94 RC    | Alexandra Tavernier (FRA)                                                                   | 74,78 RN   | Joanna Fiodorow (POL)                                                                                        | 74,00    |
| Aruncarea suliței    | Christin Hussong (GER) | 67,90 RC    | Nikola Ogrodníková (CZE)                                                                    | 61,85      | Liveta Jasiūnaitė (LTU)                                                                                      | 61,59    |
| Heptatlon            | Nafissatou Thiam (BEL) | 6816        | Katarina Johnson-Thompson (GBR)                                                             | 6759       | Carolin Schäfer (GER)                                                                                        | 6602     |

* Atleta a participat doar la calificări, dar a primit o medalie.

## Clasament pe medalii
| Loc   | Țară                     | Aur | Argint | Bronz | Total |
| ----- | ------------------------ | --- | ------ | ----- | ----- |
| 1     | Regatul Unit             | 7   | 5      | 6     | 18    |
| 2     | Polonia                  | 7   | 4      | 1     | 12    |
| 3     | Germania                 | 6   | 7      | 6     | 19    |
| 4     | Franța                   | 3   | 4      | 3     | 10    |
| 5     | Belgia                   | 3   | 2      | 1     | 6     |
| 5     | Grecia                   | 3   | 2      | 1     | 6     |
| 7     | Belarus                  | 3   | 1      | 3     | 7     |
| 8     | Norvegia                 | 3   | 1      | 1     | 5     |
| 9     | Spania                   | 2   | 3      | 5     | 10    |
| 10    | Ucraina                  | 2   | 3      | 2     | 7     |
| 11    | Portugalia               | 2   | —      | —     | 2     |
| 12    | Țările de Jos            | 1   | 3      | 4     | 8     |
| 13    | Turcia                   | 1   | 2      | 2     | 5     |
| 13    | Atleți Neutri Autorizați | 1   | 2      | 2     | 5     |
| 15    | Suedia                   | 1   | 2      | 1     | 4     |
| 15    | Elveția                  | 1   | 2      | 1     | 4     |
| 17    | Italia                   | 1   | 1      | 4     | 6     |
| 18    | Lituania                 | 1   | —      | 1     | 2     |
| 19    | Croația                  | 1   | —      | —     | 1     |
| 19    | Israel                   | 1   | —      | —     | 1     |
| 21    | Cehia                    | —   | 2      | 1     | 3     |
| 22    | Azerbaidjan              | —   | 1      | —     | 1     |
| 22    | Bulgaria                 | —   | 1      | —     | 1     |
| 22    | Slovacia                 | —   | 1      | —     | 1     |
| 25    | Austria                  | —   | —      | 2     | 2     |
| 26    | Estonia                  | —   | —      | 1     | 1     |
| 26    | Irlanda                  | —   | —      | 1     | 1     |
| 26    | Ungaria                  | —   | —      | 1     | 1     |
| Total | Total                    | 50  | 50     | 50    | 150   |

## Participarea României la campionat

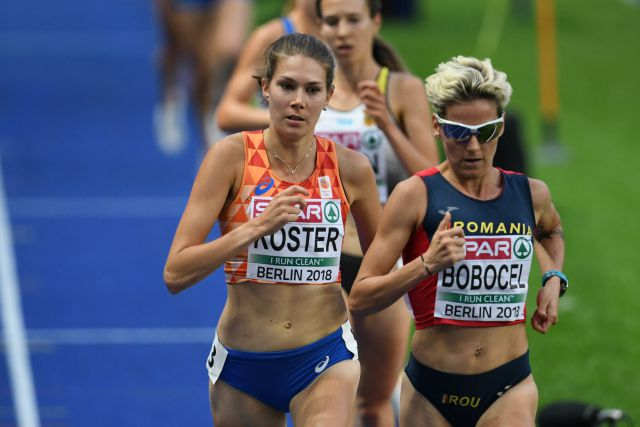
Ancuța Bobocel

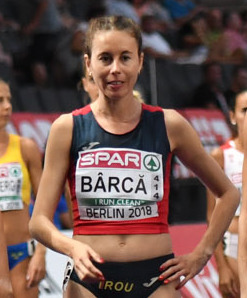
Roxana Bârcă

34 de atleți au reprezentat România. Cele mai bune rezultate au fost:
- Elena Panțuroiu – triplusalt – locul 4
- Alin Firfirică – disc – locul 7
- Ancuța Bobocel – 5000 m – locul 7, 10 000 m – NT
- Bianca Răzor – 400 m – locul 20, 4×400 m – locul 7
- Andrea Miklos – 400 m – locul 23, 4×400 m – locul 7
- Sanda Belgyan – 400 m garduri – locul 22, 4×400 m – locul 7
- Cristina Bălan – 4×400 m – locul 7
- Roxana Bârcă – 10 000 m – locul 11
- Ionuț Andrei Neagoe – 100 m – locul 32, 200 m – locul 23, 4×100 m – locul 12
- Alexandru Terpezan – 200 m – locul 29, 4×100 m – locul 12
- Costin Florian Homiuc – 4×100 m – locul 12
- Petre Rezmiveș – 4×100 m – locul 12
- Robert Parge – 400 m – locul 23, 4×400 m – locul 14
- Cosmin Trofin – 800 m – locul 27, 4×400 m – locul 14
- Cristian Radu– 4×400 m – locul 14
- David Iustin Năstase– 4×400 m – locul 14
- Angela Moroșanu – lungime – locul 14
- Alina Rotaru – lungime – locul 15
- Alexandru Novac – suliță – locul 17
- Daniela Stanciu – înălțime – locul 18
- Bianca Ghelber – ciocan – locul 19
- Nicolae Soare – 10 000 m  – locul 19
- Ana Rodean – 20 km marș – locul 19
- Marian Oprea – triplusalt – locul 21
- Cristian Staicu – lungime – locul 22
- Claudia Bobocea – 1500 m – locul 22
- Anamaria Nesteriuc – 100 m garduri – locul 22
- Andrei Gag – greutate – locul 23
- Florentina Iusco – lungime – locul 25
- Andreea Arsine – 20 km marș – locul 26
- Ioan Andrei Melnicescu – 100 m – locul 39
- Paula Todoran – maraton – locul 42
- Florin Alin Știrbu – 20 km marș – DS, 50 km marș – NT
- Narcis Mihăilă – 50 km marș – NT

## Participarea Republicii Moldova la campionat
6 atleți au reprezentat Republica Moldova.
- Zalina Petrivskaia – ciocan - locul 6
- Andrian Mardare – suliță - locul 7
- Serghei Marghiev – ciocan - locul 8
- Alexandra Emilianov – disc - locul 8
- Dimitriana Surdu – greutate - locul 15
- Marina Nichișenco – ciocan - locul 24